# Israel Batista
Israel Matos Batista (Brasília, 2 de maio de 1982) é um ex-deputado federal brasileiro filiado ao Partido Socialista Brasileiro (PSB). Também é cientista político, pela Universidade de Brasília, e mestre em Políticas Públicas e Governo pela Fundação Getúlio Vargas. Professor há mais de 20 anos, ministra aulas de Ride (Região Integrada de Desenvolvimento do Distrito Federal e Entorno) e Atualidades para provas de concursos públicos. 
É presidente da Frente Parlamentar Mista da Educação (FPME) e também da Frente Mista em Defesa do Serviço Público (Servir Brasil). Eleito o melhor parlamentar da educação em 2021 e está entre os 10 parlamentares mais influentes do país, pelo Prêmio Congresso em Foco. Reconhecido como um dos 40 parlamentares mais influentes pela Arko Advice, em 2021, e na lista dos 100 "cabeças" do Congresso Nacional pelo Departamento Intersindical de Assessoria Parlamentar.
Como deputado federal, Professor Israel liderou as articulações no Congresso contra o desmonte do serviço público, sobretudo para a derrubada da Proposta de Emenda à Constituição (PEC) 32/2020, da Reforma administrativa. Também é coautor e articulador de grandes conquistas para educação brasileira, como o novo Fundo de Manutenção e Desenvolvimento da Educação Básica (Fundeb), a política de valorização e bem-estar dos professores, a inclusão de docentes na prioridade da vacinação contra Covid-19, a recomposição de cortes de recursos, o retorno seguro às aulas e o reajuste do piso salarial dos professores. Em 2022, protocolou na Câmara dos Deputados um pedido de abertura de Comissão Parlamentar Mista de Inquérito (CPMI) para investigar os escândalos denunciados contra o ministro da Educação, Milton Ribeiro.

## Biografia
Israel nasceu em Brasília, em 2 de maio de 1982. Filho de Noêmia Matos Batista e Tadeu Batista, é irmão mais velho de Estela, 38 anos, Thiago, 36, e Talita, 34. Com 1 ano de idade, Israel mudou-se com a família para Anápolis, no interior de Goiás. Lá, teve uma vida humilde e pacata, rodeada por carinho e afeto dos pais e irmãos.  
Apesar da vida no município goiano, para Israel, a primeira e mais forte lembrança dos tempos enquanto criança ocorreu no Distrito Federal, em Taguatinga. Neto mais velho de outros tantos, brincava no quintal da casa da avó materna com o primo Daniel, de idade semelhante. Com os irmãos, o laço também era estreito e dividiam o afeto dos pais, que não poupavam amor e carinho com os quatro filhos. 
Noêmia e Tadeu tiveram papel crucial na formação dos quatro filhos, com a cobrança rigorosa sobre os estudos. Deslizes não eram permitidas, mas também não havia punições comuns à época, como agressões ou xingamentos. A base da relação, sempre foi o amor, cultivado na religião cristã da família, que criou igrejas e comunidades evangélicas, sempre tendo como base união e compreensão. Na vida de Israel, o contato com a religiosidade resultou em uma espiritualidade aflorada, sem julgamentos sobre a fé do outro.
Diferentemente de Anapólis, Samambaia era violenta, dura com os moradores e visitantes. A família de Israel teve dificuldades com a adaptação, mas, aos poucos, conseguiu. Os pais de Israel e dos quatro irmãos encontraram em vizinhos apoio para fortalecer os estudos das crianças, acima de qualquer outra obrigação, embora o trabalho já fosse uma realidade para todos.

## Dificuldades
Por outro lado, a rotina dentro e fora da faculdade era cansativa. Israel, assim como outros alunos de baixa renda, tinham mais preocupações do que os estudantes que contavam com uma vida financeira mais tranquila. Os mais pobres precisavam se preocupar com alimentação, transporte dentro do campus e acesso a meios de estudo, além da própria vivência universitária. "Aquilo me revoltava! Se eu pudesse só estudar, faria isso, mas eu precisava trabalhar", comenta Israel. "Não era justo. Lembro de chegar em casa meia-noite e pegar o ônibus às seis da manhã, enquanto isso tinha colegas meus que iam pra faculdade com motorista."  
Impulsionado pelo inconformismo com a situação e diante tantas dificuldades, o jovem professor seguiu estudando, com o apoio da então companheira e da família, em busca de um futuro melhor. Até que, durante uma aula de economia, sua consciência se expandiu. "Tive a sensação de que a minha cabeça realmente abriu durante a aula. Foi uma sensação física, como uma injeção de dopamina, de prazer. Foi muito importante o conhecimento e a compreensão do lugar que eu estava ocupando no mundo", afirma Israel. 
Em seguida à epifania, veio uma fagulha que despertou o interesse em defender a educação. Ocorreu quando um professor pediu um trabalho digitado, durante o primeiro semestre do curso. Aquilo, para Israel, era inconcebível. Ele nunca tinha tido contato com um computador até então, como, agora, iria digitar um trabalho acadêmico? 
Logo, se juntou a outros colegas na Associação dos Alunos de Baixa Renda, com o objetivo de lutar por políticas estudantis para quem não tinha renda. "A universidade só seria amigável com os pobres se fossem os mais numerosos, tivessem capacidade de pressão", conta ele, já desenhando o papel político que viria a desempenhar mais à frente.

## Mandatos distritais
A primeira eleição não teve o sucesso esperado e ele não foi eleito. Mas, seguiu com o apoio dos colegas docentes e de familiares, com uma campanha baseada na internet. O resultado veio em 2010: mais de 22,5 mil pessoas depositaram nele a esperança de um Distrito Federal melhor e mais presente na vida da população. "Quando entrei na Câmara Legislativa, a sensação foi de felicidade, mas, depois, as responsabilidades caíram como um piano nas costas", lembra.   

## Desempenho em eleições
| Ano  | Eleição                        | Partido | Cargo              | Votos          | Resultado  |
| ---- | ------------------------------ | ------- | ------------------ | -------------- | ---------- |
| 2006 | Distritais no Distrito Federal | PDT     | Deputado Distrital | 5.151 (0,42%)  | Suplente   |
| 2010 | Distritais no Distrito Federal | PDT     | Deputado Distrital | 11.349 (0,86%) | Eleito     |
| 2014 | Distritais no Distrito Federal | PV      | Deputado Distrital | 22.500 (1,56%) | Eleito     |
| 2018 | Distritais no Distrito Federal | PV      | Deputado Federal   | 67.598 (5%)    | Eleito     |
| 2022 | Distritais no Distrito Federal | PSB     | Deputado Federal   | 40.885 (2,54%) | Não Eleito |